# Petro Olekszijovics Porosenko
Petro Olekszijovics Porosenko (ukránul: Петро Олексійович Порошенко; Bolhrad, 1965. szeptember 26. –) ukrán üzletember, politikus, 2014-től 2019-ig Ukrajna elnöke. 2009–2010-ben Ukrajna külügyminisztere, 2012-ben kereskedelmi és gazdaságfejlesztési miniszter volt. A korábban az egyik legbefolyásosabb ukrán ipari csoport, a 2012-ben felszámolt Ukrprominveszt alapítója. Ukrajna leggazdagabb embereinek egyike, a Forbes listája szerint 1,3 milliárd dollárra becsült vagyonával a leggazdagabb ukránok listáján a 7. helyet foglalta el. A 2014. május 25-i elnökválasztáson Ukrajna elnökévé választották, június 7-én lépett hivatalba. Indult a 2019-es ukrajnai elnökválasztáson, de a második fordulóban vereséget szenvedett Volodimir Zelenszkijtől.

## Élete
Ukrajna Odesszai területén, Bolhrad járási központban született. Apja Olekszij Ivanovics Porosenko (sz. 1936) gépészmérnök, anyja Jevhenyija Szerhijivna Porosenko (sz. Hrihorcsuk, 1937–2004). Gyermekkorát Bolhradban töltötte, és ott végezte el az általános és középiskolát is.

### Szakmai karrierje
1989-ben szerzett nemzetközi közgazdász végzettséget a kijevi Tarasz Sevcsenko Egyetem Nemzetközi Kapcsolatok és Nemzetközi Jogi Karán. Ezt követően, 1989–1992 között aspiráns volt a Tarasz Sevcsenko Egyetemen, emellett asszisztensként dolgozott az egyetem Külgazdasági Kapcsolatok Tanszékén. 1990-től már az üzleti életben is tevékenykedett. 1990–91-ben a kisvállalkozások és kisvállalkozók Reszpublika nevű szervezetének vezérigazgató-helyettese, 1991–1993 között az Ukrajina Tőzsdeház Rt.-t irányította. 1993-tól 1998-ig az általa alapított Ukrprominveszt vezérigazgatója volt.
Cégbirodalmát kakaóbab-kereskedelemmel alapozta meg. 1990-ben kisebb édességgyártó üzemeket vásárolt, melyeket később Rosen (Roshen) néven egyesített, amely néhány év múlva Ukrajna legnagyobb édességgyártó cégévé nőtt. A Rosen végül hat ukrajnai és egy oroszországi gyárral (Lipeckben) rendelkezett. Az édességipar mellett Porosenko gazdasági érdekeltségei elsősorban a járműgyártáshoz kötődtek. Porosenko részesedéssel bírt többek között a Lucki Autógyárban (LuAZ), az autóbuszokat előállító Bohdan autógyárban, valamint a kijevi Kuznya na Ribalszkomu hajógyárban. Gazdasági érdekeltségeit korábban az 1993–2012 között működött Ukrprominveszt fogta össze. Az Ukrajna középső vidékein lévő mezőgazdasági cégei elsősorban cukorrépa-termeléssel foglalkoztak. Médiaérdekeltségei közé tartozott az Ötös csatorna (Pjatij kanal).

### Politikai pályafutása
Az 1990-es évek végétől vesz részt azt ukrán politikai életben. 1998-ban párton kívüliként az Egyesített Szociáldemokrata Párt (SZDPUo) színeiben indult a parlamenti választáson. Az SZDPUo pártlistáján a 11. helyet foglalta el, de a választáson végül a Vinnicjai területen lévő 12. sz. egyéni választókerületben szerzett mandátumot.  Az Ukrán Legfelsőbb Tanácsban az SZDPUo frakciójában foglalt helyet, és beválasztották a párt irányító testületébe, a Politikai Tanácsba (Politbjuro) is.
2000 elején kilépett az SZDPUo frakciójából és saját frakciót, valamint pártot alapított Szolidaritás (Szolidarnyiszty) néven. 2000. július 18-án Porosenko Szolidaritás pártja és további négy másik párt, a Volodimir Ribak vezette Ukrajna Regionális Újjászületése Párt (Partyija rehionalnoho vidrodzsennya Ukrajini), Valentin Langyik Munka Pártja (Partyija Praci), Leonyid Csornoveckij Szép Ukrajnáért Pártja (Za kraszivu Ukrajinu), valamint Olekszij Kapuszta Nyugdíjasok Összukrajnai Pártja (Vszeukrajinszka partyija penszionyeriv) megállapodást írt alá az egyesülésről, és létrehozták a Regionális Megújulás Pártja – Ukrán Munkás Szolidaritás szervezetet, melynek kongresszusa november 17-én hagyta jóvá az egyesülést. Az új politikai pártnak Valentin Landik és Volodimir Ribak mellett Petro Posenko volt a társelnöke. 2001 márciusában a párt nevét Régiók Pártja (PR) névre változtatták és Mikola Azarovot választották meg pártelnöknek, ettől kezdve Porosenko a párt elnök-helyettese volt.
2001 decemberében Porosenko a Szolidaritással kivált a Régiók Pártjából és Viktor Juscsenko Mi Ukrajnánk Blokkjához csatlakozott, egyúttal a pártszövetség választási stábjának a vezetője lett. A 2002-es parlamenti választáson a szavazatok 25%-ot megszerző, ellenzéki Mi Ukrajnánk Blokk pártlistáján Porosenko ismét képviselői mandátumot szerzett. 2002–2005 között a költségvetési bizottság elnöke volt, majd 2006-tól a pénzügyi bizottságot vezette. Az ellenzéki Mi Ukrajnánk Blokkban vállalt részvétele a 2000-es évek elején hátrányosan érintette a gazdasági tevékenységét.
Viktor Juscsenko elnökké választása után 2005. február 8-án kinevezték az elnök mellett működő Ukrán Nemzetbiztonsági és Védelmi Tanács (RNBOU) titkárává. Fontos szerepet játszott a 2005. március 5-én a Mi Ukrajnánk Blokk tagszervezetei által létrehozott Mi Ukrajnánk (Nasa Ukrajina) párt megszervezésében, a kezdetektől tagja volt a párt vezető testületének. 2005 őszén az első Timosenko-kormány több tagjával szemben fogalmazódott meg korrupciós vád, Porosenkóval szemben Olekszandr Zincsenko, az elnöki adminisztráció korábbi államtitkára fogalmazott meg ilyen vádakat. A Timosenko-kormányt a korrupciós vádak nyomán Juscsenko menesztette, Porosenko pedig a helyzet tisztázása érdekében szeptember 5-én lemondott az RNBOU titkári posztjáról. Szeptember végén Porosenko beperelte Zincsenkót. A bíróság végül a megalapozatlan vádak miatt nyilvános bocsánatkérésre kötelezte Zincsenkót.
Porosenko rövid időre háttérbe vonult, majd 2007. február 22-én őt nevezték ki az Ukrán Nemzeti Bank (NBU) Igazgatótanácsa elnökévé. Ezt a posztot 2009. október 9-ig töltötte be, amikor a második Timosenko-kormányban felkérték a külügyminiszteri tisztségre. 2010. március 11-ig, a Timosenko-kormány hivatali idejének végéig látta el a külügyminiszteri teendőket.
2012. március 23-tól december 24-ig Mikola Azarov kormányában gazdaságfejlesztési és kereskedelmi miniszter volt.
A 2012. októberi parlamenti választáson független jelöltként ismét a 12. sz. választókerületben indult, ahonnan parlamenti mandátumot szerzett. A Legfelsőbb Tanácsban frakción kívüli, független képviselőként tevékenykedett, és az európai integrációs bizottság tagja volt.
2014. június 7-től 2019. május 20-áig Ukrajna államfője. A 2019-es ukrajnai elnökválasztás második fordulójában csupán a szavazatok 24,5%-át szerezte meg és még a választás napján elismerte vereségét.
Az Európai Szolidaritás néven újjáalakult párt a május 24-i kongresszuson elnökévé választotta, és a párt elnökeként indult a július 21-re kiírt előrehozott parlamenti választáson, ahol másodmagával bekerült a második fordulóba, de ott Volodimir Olekszandrovics Zelenszkijjel szemben alulmaradt. 2022 januárjában egy kijevi bíróság korlátozó intézkedéseket rendelt el Porosenkoval szemben, aki hazaárulás vádjával jelent meg a bíróságon. A hatóságok  szerint az Ukrajnában Vlagyimir Putyin orosz elnök barátjaként is emlegetett Viktor Medvedcsuk ukrán oligarchával közösen illegálisan kereskedett a donyecki szakadárokkal az általuk ellenőrzött területen kitermelt szénnel, tehát ily módon terroristákkal működött együtt. A 2022. február 24-i Ukrajna elleni orosz invázió másnapján 300 fős csapatot szervezett és fegyverrel várták az orosz csapatokat Kijevben. Az orosz villámháborús tervek kudarca miatt azonban végül is nem került sor Kijev ostromára.

## Magánélete
Nős, felesége Marina Anatolijivna Porosenko (sz. 1962) kardiológus.
Négy gyermekük van: Olekszij (sz. 1985), Jevhenyija (sz. 2000), Olekszandra (sz. 2000) és Mihajlo (sz. 2001). Egy unokája született, Petro (sz. 2014).